# Yordany Álvarez
Yordany Álvarez Oropeza (ur. 24 maja 1985 w Cienfuegos) – kubański piłkarz występujący na pozycji pomocnika.

## Kariera klubowa
Álvarez karierę rozpoczynał w 2005 roku w zespole FC Cienfuegos. W 2008 roku zdobył z nim mistrzostwo Kuby. W 2009 roku otrzymał azyl w Stanach Zjednoczonych. W 2009 roku został tam graczem klubu Austin Aztex FC z USL First Division. W sezonie występował z nim w lidze USSF Division 2 Professional League. Przez 2 sezony rozegrał tam 40 spotkań i zdobył 5 bramek. W 2011 roku wraz z klubem przeniósł się do Orlando i rozpoczął grę w Orlando City z ligi USL Pro.
W trakcie sezonu 2011 Álvarez został wypożyczony do Realu Salt Lake z MLS. Zadebiutował tam 22 września 2011 roku w wygranym 3:1 pojedynku z New York Red Bulls. W 2012 roku podpisał kontrakt z Realem. W 2014 roku był wypożyczony do Orlando City, a następnie zakończył karierę.

## Kariera reprezentacyjna
W latach 2006–2008 w reprezentacji Kuby Álvarez rozegrał 8 spotkań i zdobył 3 bramki.